# 법정증거주의
법정증거주의란 증거의 증명력에 관한 법칙을 법률로 정립하여, 사실의 인정에 있어 법관으로 하여금 반드시 이 법칙을 따르도록 하는 주의를 말한다. 자유심증주의와 반대된다. 한국, 일본, 독일 등은 자유심증주의를 취하나 미국은 법정증거주의를 취한다.

## 같이 보기
- 자유심증주의